# Torsten Wagner
Torsten Wagner (ur. 12 stycznia 1964) – wschodnioniemiecki, a potem niemiecki zapaśnik walczący w stylu wolnym.
Wicemistrz świata w 1986. Srebrny medalista mistrzostw Europy w 1986; piąty w 1985 i 1989. Drugi na ME młodzieży w 1982 roku.
Mistrz NRD w 1984, 1985, 1986, 1987 i 1989; trzeci w 1982. Wicemistrz Niemiec w 1991 i 1992; trzeci w 1993 roku.